# Saint-Côme, Gironde
Saint-Côme är en kommun i departementet Gironde i regionen Nouvelle-Aquitaine i sydvästra Frankrike. Kommunen ligger i kantonen Bazas som tillhör arrondissementet Langon. År 2022 hade Saint-Côme 326 invånare.

## Befolkningsutveckling
Antalet invånare i kommunen Saint-Côme
Referens:INSEE